# 大奖章
《大奖章》是一部中国上海美术电影制片厂制作的木偶动画短片。该片是中国的第一部立体电影木偶片。

## 剧情简介
森林开运动会，阿熊、阿猪以及上届比赛的第一名“驴冠军”报名参加了越野赛跑。运动会开幕之前，阿熊和阿猪每天都在刻苦练习，而驴冠军却认为对手太弱，自己不用练习也可稳拿第一。结果，在这次的越野跑比赛中，自大的驴冠军没有认真对待比赛，途中被阿熊和阿猪反超，最终排名垫底。阿熊和阿猪分别拿到了第一、第二名。